# Santa Cruz, Ilocos Sur

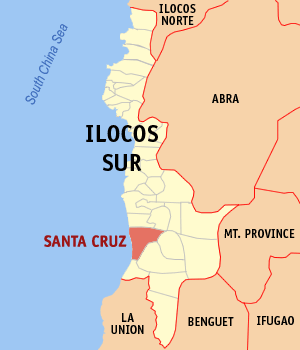
Bản đồ Ilocos Sur với vị trí của Santa Cruz

Santa Cruz là một đô thị hạng 2 ở tỉnh Ilocos Sur, Philippines. Theo điều tra dân số năm 2000 của Philipin, đô thị này có dân số 34.433 người trong 6.727 hộ.

## Các đơn vị hành chính
Santa Cruz được chia ra 49 barangay.
| - Amarao - Babayoan - Bacsayan - Banay - Bayugao Este - Bayugao Oeste - Besalan - Bugbuga - Calaoaan - Camanggaan - Candalican - Capariaan - Casilagan - Coscosnong - Daligan - Dili - Gabor Norte | - Gabor Sur - Lalong - Lantag - Las-ud - Mambog - Mantanas - Nagtengnga - Padaoil - Paratong - Pattiqui - Pidpid - Pilar - Pinipin - Poblacion Este - Poblacion Norte - Poblacion Weste | - Poblacion Sur - Quinfermin - Quinsoriano - Sagat - San Antonio - San Jose - San Pedro - Saoat - Sevilla - Sidaoen - Suyo - Tampugo - Turod - Villa Garcia - Villa Hermosa - Villa Laurencia |